# Philipp Ospelt
Philipp Ospelt (* 7. Oktober 1992 in München) ist ein liechtensteinischer Fussballspieler.

## Karriere

### Vereine
Ospelt begann seine Karriere in seiner Heimatstadt beim FC Bayern München. 2010 wechselte er in die Schweiz zum FC Buchs. 2011 schloss er sich der zweiten Mannschaft des SC YF Juventus Zürich an. Im Januar 2012 verpflichtete ihn der USV Eschen-Mauren. Mit Eschen-Mauren wurde er 2011/12 Liechtensteiner Cupsieger.
Sein internationales Debüt gab Ospelt im Juli 2012, als er im Hinspiel der ersten Runde der Europa-League-Qualifikation 2012/13 gegen den FH Hafnarfjörður in der Nachspielzeit für Valdet Istrefi eingewechselt wurde. Im Sommer 2013 unterschrieb er einen Vertrag beim FC Vaduz II. In der Winterpause der Saison 2015/16 wechselte er nach Österreich zur zweiten Mannschaft der WSG Wattens, bevor er zur folgenden Spielzeit zum FC Vaduz zurückkehrte. Nach einem halben Jahr ohne Verein schloss sich Ospelt Anfang 2019 wieder dem USV Eschen-Mauren an. Im Sommer 2021 wechselte er zum FC Ruggell.

### Nationalmannschaften
Ospelt spielte für die U19- und U21-Auswahlen Liechtensteins. Im Oktober 2012 wurde er erstmals in die A-Nationalmannschaft berufen. Sein Debüt gab Ospelt in jenem Monat im WM-Qualifikationsspiel gegen Litauen, als er in der 87. Minute für Philippe Erne eingewechselt wurde.

## Erfolge
USV Eschen-Mauren
- Liechtensteiner Cupsieger: 2012